# Egito nos Jogos Olímpicos de Verão de 2012
O Egito competiu nos Jogos Olímpicos de Verão de 2012, que aconteceram na cidade de Londres, no Reino Unido, de 27 de julho até 12 de agosto de 2012.

## Desempenho

### Futebol
Masculino
| Equipe | Equipe | Fase de grupos                                      | Fase de grupos | Quartas                | Semifinal              | Final                  | Pos. |
| Equipe | Equipe | Adversário e resultado                              | Pos.           | Adversário e resultado | Adversário e resultado | Adversário e resultado | Pos. |
| --- | --- | --------------------------------------------------- | -------------- | ---------------------- | ---------------------- | ---------------------- | ---- |
| Ahmed El-Shenawy Mahmoud Alaa El-Din Ali Fathy Omar Gaber Mohamed Aboutrika Ahmed Hegazy Ahmed Fathy Shehab El-Din Ahmed Marwan Mohsen | Emad Motaeb Mohamed Salah Islam Ramadan Saleh Gomaa Hossam Hassan Saad Samir Ahmed Magdi Mohamed El-Nenny Mohamed Bassam | BRA Brasil D 2-3 NZL Nova Zelândia BLR Bielorrússia |                |                        |                        |                        |      |

### Halterofilismo
Masculino
| Atleta            | Evento | Arranque (kg) | Arremesso (kg) | Total (kg) | Posição |
| ----------------- | ------ | ------------- | -------------- | ---------- | ------- |
| Ahmed Saad        | -62kg  | 130,0         | 162,0          | 292,0      | 9º      |
| Mohamed Abdelbaki | -69kg  | 145,0         | 171,0          | 316,0      | 10º     |
| Ibrahim Ramadan   | -77kg  | 155,0         | 192,0          | 347,0      | 5º      |
| Tarek Yahia       | -85kg  | 165,0         | 210,0          | 375,0      | 4º      |
| Ragab Abdelhay    | -85kg  | 165,0         | 207,0          | 372,0      | 6º      |

Feminino
| Atleta            | Evento | Arranque (kg) | Arremesso (kg) | Total (kg) | Posição |
| ----------------- | ------ | ------------- | -------------- | ---------- | ------- |
| Esmat Mansour     | -69kg  | 105,0         | 130,0          | 235,0      | 9º      |
| Abeer Abdelrahman | -75kg  | 118,0         | 140,0          | 258,0      | 5º      |
| Nahla Ramadan     | +75kg  | 122,0         | 155,0          | 277,0      | 5º      |

### Lutas
O Egito conquistou uma vaga na Copa do Mundo de Lutas de 2011, realizada em Istanbul, na Turquia, do dia 12 ao dia 18 de setembro de 2011.
- Categoria de peso -96 kg, na luta greco-romana masculina.

### Nado sincronizado
O Egito consegui vaga para a competição de dueto e de equipes, por ser o NOC da África melhor colocado no Campeonato Mundial de Esporte aquáticos, realizado em Shangai, na China.

### Natação
Masculino
| Atletas       | Evento     | Eliminatórias | Eliminatórias | Semifinal   | Semifinal   | Final       | Final       |
| Atletas       | Evento     | Tempo         | Posição       | Tempo       | Posição     | Tempo       | Posição     |
| ------------- | ---------- | ------------- | ------------- | ----------- | ----------- | ----------- | ----------- |
| Shehab Younis | 50 m livre | 23.16         | 34º           | Não avançou | Não avançou | Não avançou | Não avançou |

### Remo
Masculino
| Equipe                   | Evento           | Eliminatórias | Eliminatórias | Repescagem | Repescagem | Quartas | Quartas  | Semifinal | Semifinal | Final   | Final                |
| Equipe                   | Evento           | Tempo         | Posição       | Tempo      | Posição    | Tempo   | Posição  | Tempo     | Posição   | Tempo   | Posição (Pos. final) |
| ------------------------ | ---------------- | ------------- | ------------- | ---------- | ---------- | ------- | -------- | --------- | --------- | ------- | -------------------- |
| Nour El-Din Hassanein    | Skiff simples    | 7m06s17       | 3º Q          | BYE        | BYE        | 7m23s12 | 6º S C/D | 7m44s53   | 4º FD     | 7m27s19 | 2º (20º)             |
| Mohamed Nofel Omar Emira | Skiff duplo leve | 6m59s57       | 5º R          | 6m57s06    | 6º S C/D   |         |          | 7m19s29   | 4º FD     | 7m12s79 | 2º (20º)             |

### Tênis de mesa
Classificados para o individual masculino:
- Suraju Saka
- Saheed Idowu

Classificado para o individual feminino:
- Nadeen El-Dawlatly
- Dina Meshref

### Tiro
Masculino
| Atleta        | Evento                | Qualificação | Qualificação | Final       | Final       | Posição |
| Atleta        | Evento                | Placar       | Posição      | Placar      | Total       | Posição |
| ------------- | --------------------- | ------------ | ------------ | ----------- | ----------- | ------- |
| Karim Wagih   | Pistola de ar de 10 m | 566          | 38º          | Não avançou | Não avançou | 38º     |
| Amgad Hosen   | Carabina de ar 10 m   | 591          | 29º          | Não avançou | Não avançou | 29º     |
| Azmy Mehelba  | Skeet                 | 108          | 36º          | Não avançou | Não avançou | 36º     |
| Mostafa Hamdy | Skeet                 | 117          | 18º          | Não avançou | Não avançou | 18º     |
| Ahmed Zaher   | Fossa olímpica        | 117          | 22º          | Não avançou | Não avançou | 22º     |

### Tiro com arco
| Atleta        | Prova                | Rodada de classificação | Rodada de classificação | Ronda dos 64                       | Ronda dos 32                      | Ronda dos 16           | Quartos-finais         | Semifinais             | Final                  | Final       |
| Atleta        | Prova                | Placar                  | Pos.                    | Adversário e resultado             | Adversário e resultado            | Adversário e resultado | Adversário e resultado | Adversário e resultado | Adversário e resultado | Pos.        |
| ------------- | -------------------- | ----------------------- | ----------------------- | ---------------------------------- | --------------------------------- | ---------------------- | ---------------------- | ---------------------- | ---------------------- | ----------- |
| Ahmed El-Nemr | Individual masculino | 644                     | 57º                     | CAN C. Duenas V 0-2, 2-0, 2-0, 2-0 | TPE C-w. Kuo D 2-0, 0-2, 0-2, 0-2 | Não avançou            | Não avançou            | Não avançou            | Não avançou            | Não avançou |
| Nada Kamel    | Individual feminino  | 611                     | 56º                     | RUS K. Perova D 0-2, 0-2, 0-2      | Não avançou                       | Não avançou            | Não avançou            | Não avançou            | Não avançou            | Não avançou |